# Melia dubia
Espèce
Classification APG III (2009)
Melia dubia est une espèce d'arbres à feuillage caduc de la famille des Meliaceae (même famille que l'acajou et le cedrela) originaire du sud de l'Asie et d'Australie.
C'est un arbre à la croissance très rapide (14 m en 7 ans en Inde). Il est cultivé pour la production de biomasse et de bois énergie.

## Description
Cet arbre peut mesurer jusqu'à 20 mètres de hauteur.

## Culture
Ce sont des arbres à croissance rapide poussant de préférence en région chaude (Zone USDA 10) mais qui préfèrent les sols humides.

## Utilisation
Les fruits de cette espèce peuvent être utilisés dans le traitement de l'hyperglycémie et du diabète.

## Synonyme
- Melia composita Willd.